# Eleanor Marx
Pour les articles homonymes, voir Marx.
Jenny Julia Eleanor Marx, parfois Aveling ou Marx-Aveling, surnommée « Tussy », est une écrivaine et militante socialiste britannique, née à Londres (Soho) le 16 janvier 1855 et morte dans cette même ville (à Sydenham) le 31 mars 1898.
Très proche de son père, Karl Marx, Eleanor Marx envisagea un temps une carrière théâtrale avant de se consacrer à l'édition des écrits paternels. D'abord fiancée au communard Prosper-Olivier Lissagaray, elle se lia, après avoir rompu ses fiançailles, avec Edward Aveling en 1884. Celui-ci étant déjà marié, ils vécurent en union libre. Elle la considéra cependant toujours comme un véritable mariage, adoptant même parfois le nom d'Aveling. Ensemble, ils se consacrèrent à la lutte socialiste et syndicale. Ils firent des tournées de conférences à travers la Grande-Bretagne et les États-Unis. Elle participa à la fondation de l'Internationale ouvrière à Paris en 1889, puis à celle du Parti travailliste indépendant à Bradford en 1893.
Cependant, sa vie conjugale fut difficile. Aveling, entre autres pour des raisons financières, avait une réputation de moins en moins bonne dans les milieux socialistes. En 1897, lorsqu'il devint veuf de sa première femme, il se remaria avec une actrice. Puis, très malade, il alla se réfugier auprès d'Eleanor. Ils avaient conclu un pacte de double suicide, mais seule Eleanor se suicida le 31 mars 1898.

## Biographie

### Famille et jeunesse

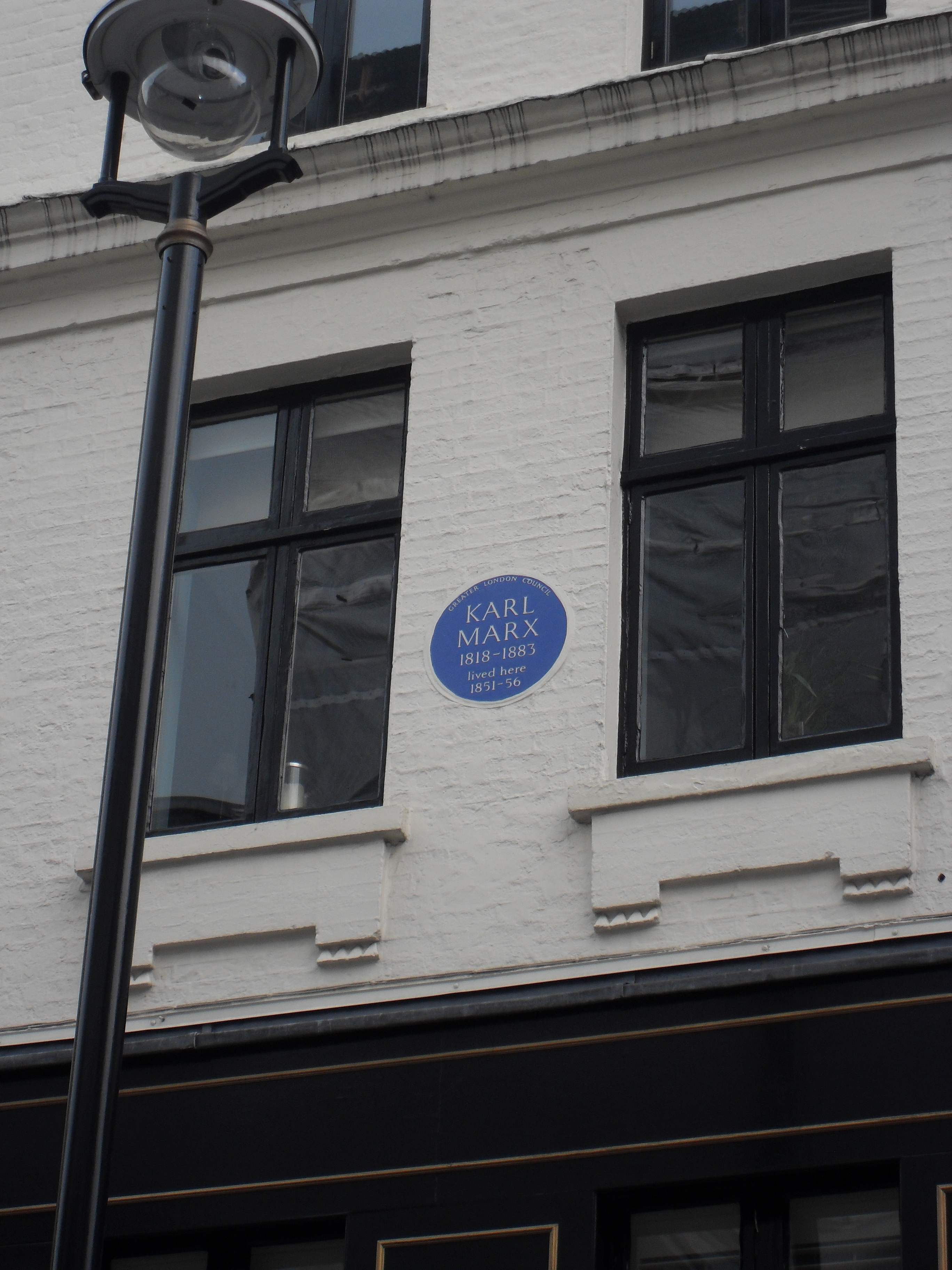
L'appartement où est née Eleanor Marx au 28 Dean Street.

Karl Marx épousa Jenny von Westphalen en 1843. La même année, le couple dut s'exiler à Paris pour des raisons politiques. Leur première fille Jenny y naquit l'année suivante. À nouveau obligés de s'exiler, les époux Marx eurent leurs enfants suivants Laura (1846) et Edgar (1847) à Bruxelles. Les événements continentaux de 1848 obligèrent à de nouveaux voyages avant que le couple pût se fixer à Londres à l'automne 1849. Cependant, il était ruiné : l'argenterie de la famille de Jenny von Westphalen avait même été engagée chez divers prêteurs sur gages. Dans la capitale britannique, les Marx vécurent dans la pauvreté, Karl Marx ayant des difficultés à faire redémarrer sa carrière de journaliste. Au printemps 1850, ils furent même expulsés de leur logement de Chelsea et les huissiers saisirent tous leurs meubles. Ils s'installèrent dans un deux-pièces insalubre au 28 Dean Street à Soho, quartier qui abritait d'autres immigrés misérables. De nouveaux enfants naquirent : Heinrich Guido en 1849, décédé de pneumonie l'année suivante ; Franziska en mars 1851, morte l'année suivante ; Frederick Demuth en juin 1851, fils adultérin et illégitime de Karl Marx avec la bonne de famille, Helene Demuth, amie d'enfance de son épouse. Fin 1853, la situation du couple s'améliora grâce au soutien financier de Friedrich Engels et aux articles que Karl Marx écrivait pour le New York Tribune. Malgré tout, Edgar commençait à montrer des signes de tuberculose
Dans ce contexte naquit le sixième enfant et la quatrième fille du couple, Jenny Julia Eleanor le 16 janvier 1855 au 28 Dean Street, le seul enfant de la famille à être sujet britannique grâce à sa naissance à Londres,. Son prénom Eleanor était une référence aux ancêtres écossais de sa mère. Le décès d'Edgar en avril entraîna un transfert de l'affection que Karl Marx portait à son fils sur sa fille nouveau-née.
Deux morts dans la famille de Jenny von Westphalen (son oncle en 1855 puis sa mère en 1856) amenèrent, par héritage, un peu d'argent dans la famille qui paya ses dettes, récupéra son argenterie et déménagea pour un logement plus confortable en septembre 1856, dans Haverstock,. Durant ses premières années, la jeune Eleanor eut une relation très étroite avec son père qui lui passait tout, même ses gribouillis dans les marges des lettres qu'il écrivait ; il la portait sur les épaules, lui offrait des jouets, lui inventait des longs contes qu'il lui racontait pendant des mois ou jouait avec elle aux échecs. Elle parla en premier l'anglais qui était devenu la langue employée à la maison et apprit l'allemand avec la lecture que la famille lui faisait sans cesse des Contes de Grimm. Karl Marx lut ensuite à ses filles la Chanson des Nibelungen, Don Quichotte et les pièces de Shakespeare. Eleanor en connaissait des extraits par cœur dès ses trois-quatre ans et elle les jouait avec sa mère. À six ans, son père lui offrit Peter Simple de Frederick Marryat et elle voulut devenir « post-captain ». Elle se passionna ensuite pour Walter Scott. À la même époque, elle fut fascinée par la religion catholique. Elle raconta dans ses mémoires qu'une explication rationnelle et rationaliste de son père lui fit changer d'avis en moins d'une heure.

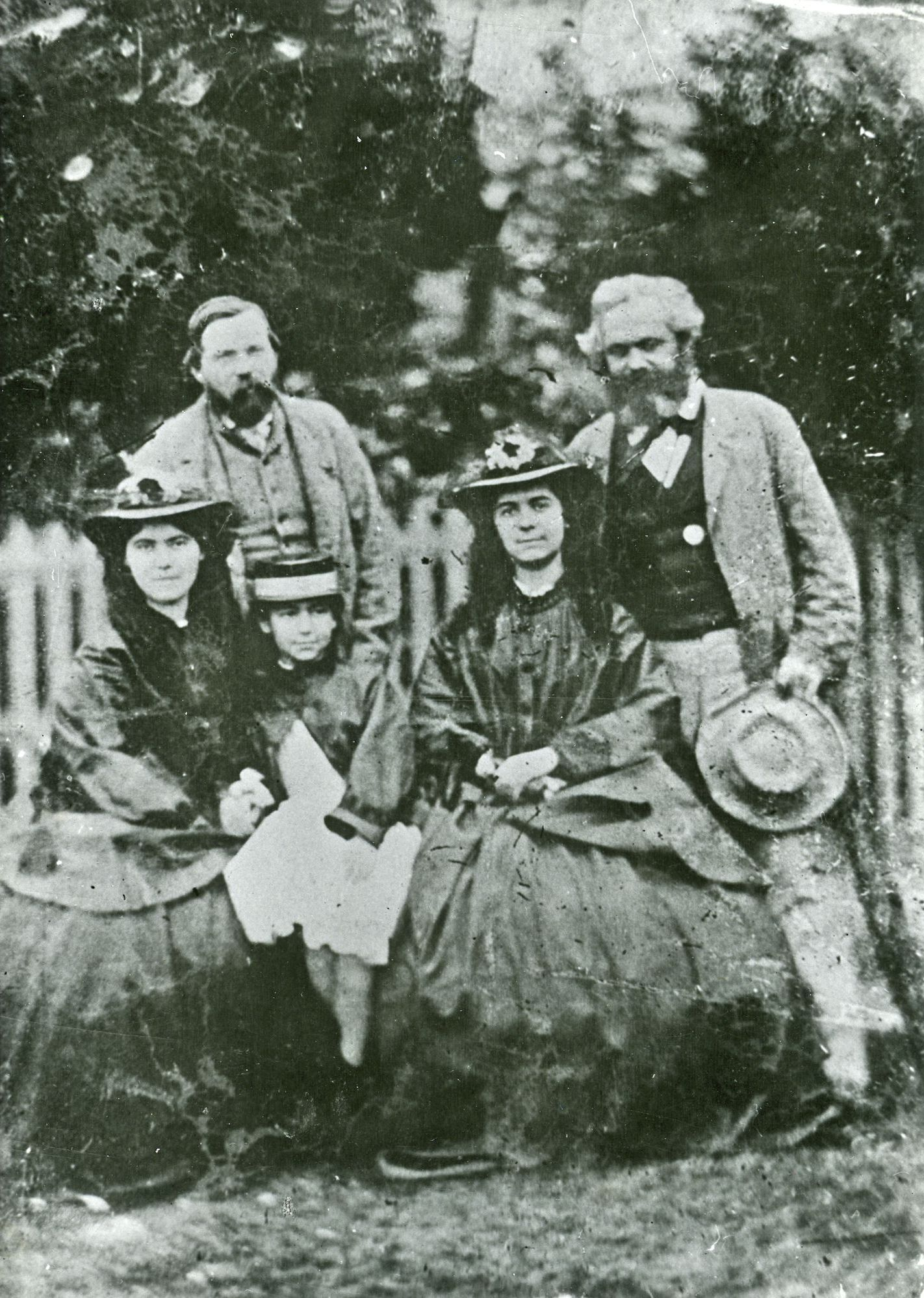
Friedrich Engels, Karl Marx, ses filles Laura, Eleanor et Jenny.

Le début des années 1860 fut difficile pour la famille Marx : Madame Marx fut atteint de la variole, Karl Marx fut repris par ses problèmes de foie et Eleanor eut une mauvaise toux pendant des mois avant de faire une jaunisse. À partir de 1861, les revenus grâce aux articles vendus au New York Tribune se tarirent à cause de la guerre de Sécession. Il fut alors difficile aux Marx de maintenir les apparences de respectabilité afin de permettre à leurs filles d'espérer évoluer dans la bonne société (leçons de piano, de dessin, de chant, de français ou d'italien, etc.). Finalement, grâce au soutien financier de Lassalle puis à deux héritages (la mère de Karl Marx puis Wilhelm Wolff), la famille put maintenir son train de vie bourgeois. Finalement, à partir de 1864, Engels finança régulièrement son ami.
En 1865, Paul Lafargue vint présenter l'état du mouvement socialiste français au conseil général de l'Association internationale des travailleurs. Il rencontra Laura Marx lorsqu'il vint rendre visite au père de celle-ci. Après son exclusion de l'université en France, il revint à Londres finir ses études. Il fut élu au conseil général de l'Internationale et devint un habitué des Marx. Hormis Laura qu'il épouserait en 1868, il semble qu'Eleanor, alors de plus en plus surnommée « Tussy », ait été sa favorite. Il lui construisit même une balançoire dans le jardin de la maison familiale.
Elle fut en partie éduquée à domicile et en partie au South Hampstead College for Ladies qu'elle quitta à 14 ans. En 1868, Karl Marx demanda à Engels d'en payer des frais d'inscription (5 £) ainsi que les frais du cours de gymnastique (1 £ 5 s). Eleanor était en effet excellente en gymnastique. Cependant, il semblerait que ce qu'elle apprenait de son père ait été plus à son goût que ce que lui proposait l'école.

### Premiers engagements
En juin 1868, Eleanor se rendit avec son père chez Engels à Manchester. Là, elle découvrit le sort des Fenians de l’Irish Republican Brotherhood. Commençant à se passionner pour l'indépendance de l'Irlande, elle se mit à lire assidûment l’Irishman, journal de ce mouvement. Au début du printemps 1869, elle fit deux courts séjours à Paris, chez les Lafargue ; elle alla au théâtre, sa grande passion. En mai, elle était de retour à Manchester où elle visita les quartiers ouvriers avec « Mrs Burns », Lizzie Burns, la compagne d'Engels. Elle s'intéressa à nouveau à la cause irlandaise que son séjour parisien lui avait un peu fait perdre de vue. Elle passa l'été 1869 chez les Engels à Manchester, alla au théâtre, joua du piano et compléta son éducation littéraire sous la houlette de Friedrich Engels qui lui fit lire tout Goethe, des Eddas et de la mythologie persane et serbe. En septembre, elle se rendit avec lui en Irlande (Dublin, Killarney et Cork), ce qui ranima sa passion. Ainsi, en octobre, de retour à Londres, elle réussit à convaincre ses parents et sa sœur Jenny de participer à une grande manifestation à Hyde Park pour l'amnistie de Fenians emprisonnés. Elle s'enthousiasma à l'annonce de l'élection au Parlement du Royaume-Uni de Jeremiah O'Donovan Rossa (en), Fenian alors incarcéré. En 1881, elle retrouva son intérêt pour la cause irlandaise lorsque fut voté un nouvel Irish Coercion Act. Elle alla même protester devant le poste de police où était retenu Michael Davitt.
En avril 1871, Eleanor Marx et sa sœur Jenny se rendirent à Bordeaux où se trouvaient les Lafargue avec leurs enfants. Paul Lafargue tentait d'y organiser un soutien pour la Commune de Paris. Après la Semaine sanglante, pour éviter d'être arrêtés, ils trouvèrent tous refuge à Luchon. Finalement, Paul Lafargue dut passer secrètement en Espagne à Bossòst en août. Lorsque les femmes et les enfants tentèrent de le rejoindre, ils furent arrêtés à la frontière et ramenés sous escorte à Luchon. Eleanor protesta alors fortement, arguant du fait qu'un sujet britannique ne pouvait être traité de la sorte. Leurs chambres furent fouillées, à la recherche d'explosifs et de documents compromettants, sans succès (le seul document qui aurait pu les incriminer, une lettre de Gustave Flourens, avait été détruit par Jenny). Après une nuit d'interrogatoire à la gendarmerie, les sœurs Marx et les enfants furent libérés et purent gagner l'Espagne,.

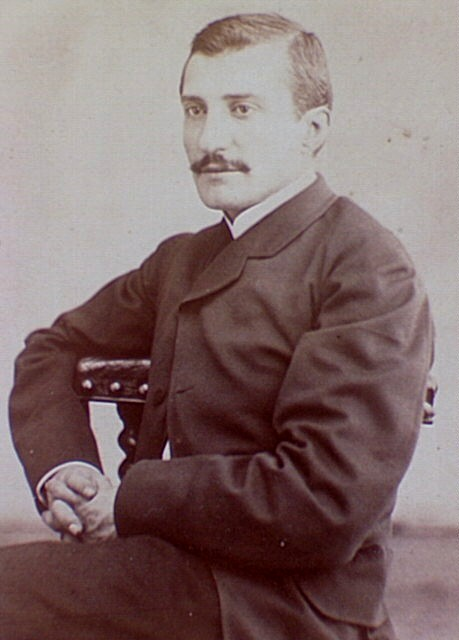
Prosper-Olivier Lissagaray.

De retour à Londres, elle assista, à la grande surprise de certains délégués, à la conférence de l'AIT en septembre quand commença l'opposition entre Marx et Bakounine. Elle assista aussi aux débats du congrès de La Haye l'année suivante. Elle était devenue en effet la secrétaire de son père. Elle participa aussi à l'accueil à Londres des réfugiés fuyant la répression versaillaise. En mai 1872, les Marx donnèrent une réception en leur honneur. Parmi les invités se trouvaient Charles Longuet qui plut à Jenny (ils se fiancèrent presque immédiatement, malgré les réticences de Madame Marx) et Prosper-Olivier Lissagaray qui plut à Eleanor. Outre la différence d'âge (Lissagaray avait 34 ans, le double d'Eleanor), son individualisme et son refus d'accepter l'orthodoxie marxiste le mirent en porte-à-faux avec Karl Marx. Il n'était pas vraiment le bienvenu chez les Marx ou les Lafargue (alors installés à Londres). De plus, Madame Marx voyait d'un mauvais œil encore une de ses filles en passe de devenir une « épouse de politique », situation qu'elle considérait peu confortable.
Pour marquer son indépendance, en mai 1873, Eleanor quitta le foyer familial et trouva un emploi d'enseignante dans une pension de jeunes filles à Brighton. Elle y passa seulement six mois,. En effet, elle tomba malade (probablement de l'anorexie), ne connaissant de moments de répit que lorsque Lissagaray venait lui rendre visite. Elle considérait qu'ils étaient officiellement fiancés. Son médecin, Elizabeth Garrett Anderson, lui prescrivit d'aller prendre les eaux à Carlsbad, pensant qu'un changement d'air lui ferait du bien. Karl Marx étant alors fortement atteint par ses problèmes de foie, père et fille partirent ensemble. Cette simple nouvelle suffit à améliorer la santé d'Eleanor qui retrouva son appétit. Ils y passèrent plusieurs semaines fin août début septembre. Le séjour fut marqué par la rupture définitive entre Marx et Louis Kugelmann qui prenait aussi les eaux, avec son épouse. Sur le chemin du retour, les Marx rendirent visite aux Liebknecht à Leipzig. Eleanor leur annonça ses liens avec Lissagaray et exposa le travail d'historien de la Commune qu'il avait entamé, preuve que l'opposition de Karl Marx commençait à s'émousser. Elle participa, et tenta d'obtenir la participation de Liebknecht, à l'éphémère (trois numéros en octobre-novembre 1874) revue politique Rouge et Noir de Lissagaray, qui de son côté s'y montrait plus socialiste.
À Londres, Eleanor Marx put fréquenter Lissagaray, dont elle parlait hors du cercle familial comme de son « fiancé », alors qu'elle travaillait avec lui sur son Histoire de la Commune de 1871 qui parut à l'automne 1876. Elle sut convaincre son père de l'aider à traduire l'ouvrage (la version anglaise ne parut qu'après la mort de Karl Marx). Cependant, il continua à refuser la relation de sa fille avec Lissagaray, principalement à cause de leurs divergences politiques,. En juillet 1880, après l'amnistie totale de tous les communards, Longuet et Jenny rejoignirent Paris ; Lissagaray fit de même, mais seul.
En novembre 1876, Eleanor Marx participa à la campagne électorale d'Alice Westlake dans la circonscription de Marylebone pour le London School Board, alors le seul organisme politique élu pour lequel les femmes étaient électrices et éligibles. Face à elle, se présentait Maltman Barry (en), un membre de l'Internationale et un vieil ami de Karl Marx. Cela ne dissuada pas Eleanor de faire campagne contre lui. Elle fut effarée par les propos qu'elle entendit lorsqu'elle fit du porte-à-porte : des électeurs préférant la religion à l'éducation ou un ouvrier précisant qu'il devait d'abord demander l'avis de son patron avant de décider quoi que ce fût. À la grande satisfaction d'Eleanor, Alice Westlake fut confortablement élue, loin devant Barry ; surtout, le « parti religieux » fut battu sur l'ensemble de Londres, ouvrant la voie à des réformes scolaires importantes.
En mars 1879, après le vote par le Reichstag de mesures anti-socialistes, Eleanor s'engagea pour la défense des socialistes allemands. Elle écrivit, sans grand résultat, à 38 journaux britanniques, appelant à une mobilisation en leur faveur à l'égale de celle qui avait eu lieu par exemple pour les Bulgares en 1876. Elle tenta de réunir, avec le journaliste militant en exil Karl Hirsch, une caisse de secours pour les familles des socialistes de Hambourg, sans succès à nouveau. Hirsch, amoureux transi d'Eleanor, demanda sa main. Après avoir essuyé un refus, il s'éloigna peu à peu de la famille et du marxisme. Elle entra aussi en contact avec les militants russes de la Narodnaïa Volia, comme Nikolaï Morozov ou Lev Hartmann quand ils venaient rendre visite à son père.
Au début des années 1880, Henry Hyndman vint dîner plusieurs fois chez les Marx alors qu'il envisageait de former un mouvement ouvrier anglais. Eleanor, comme son père et Engels, doutaient de l'initiative d'Hyndman. Cependant, en juin 1881, il créa la Democratic Federation et distribua un pamphlet lors de la première réunion England for All qui tentait d'expliquer le marxisme. Marx, qui n'était pas explicitement cité dans l'ouvrage, le considéra comme le programme typique d'un parti démocrate petit-bourgeois. Eleanor, qui écrivait tout son courrier en tant que secrétaire, partageait alors l'avis de son père.

### Littérature, théâtre et décès familiaux
Dès sa plus tendre enfance, Eleanor Marx s'était passionnée pour le théâtre, au point de connaître très tôt des extraits de Shakespeare. Dès qu'elle le pouvait, à Paris, Londres ou Manchester, elle allait assister à des pièces. On trouve dans la correspondance de son père une référence à la suggestion qu'il lui avait faite de publier la critique qu'elle avait écrite d'un poème de Tennyson en 1874. Selon Liebknecht, dans sa nécrologie d'Eleanor Marx, elle aurait, dès les années 1870, réussi à gagner son indépendance financière grâce à ses critiques littéraires et théâtrales. À Londres, elle était une spectatrice assidue du Sadler's Wells Theatre où elle allait admirer Samuel Phelps (en) ou des interprétations du répertoire shakespearien par Henry Irving au Lyceum. Elle adhéra alors à la New Shakespeare Society fondée en 1873 par Frederick James Furnivall. Ce dernier était proche des socialistes chrétiens et donnait des cours au Working Men's College. Outre la New Shakespeare Society, il fonda diverses autres sociétés littéraires : Early English Text Society (1868), Sunday Shakespeare Society (1874), Browning Society (1881) et Shelley Society (1886). Eleanor Marx participa à toutes ces entreprises et travailla pour elles à la British Library (qui faisait alors partie du British Museum). Ainsi, elle traduisit un ouvrage de Nicolaus Delius (en) sur Shakespeare,. Elle eut droit à un accès privilégié à la bibliothèque, même pendant les périodes de fermeture (seul Gladstone avait eu droit en 1878).
Fin 1880, Eleanor Marx fit sa première apparition sur scène, lors d'une lecture publique au bénéfice de la veuve d'un communard. Elle lut The Pied Piper of Hamelin de Robert Browning et rencontra un grand succès auprès du public. Elle envisagea alors une carrière théâtrale. Elle prit des cours de théâtre (payés par son père). En avril 1881, elle se lia ainsi avec Ernest Radford et Dollie Radford, membres des cercles littéraires de Furnivall. Ensemble, ils montèrent deux pièces françaises en un acte (dont Les Premières Amours d'Eugène Scribe, mais en anglais) au Dilettante Theatre le 5 juillet 1881. Engels qui assista à la représentation la trouva très bonne, avec un jeu s'inspirant de celui d'Ellen Terry. Son partenaire Ratford considérait plutôt qu'elle sur-jouait. Elle espérait que sa carrière théâtrale lui assurerait une certaine autonomie financière, la rendant indépendante de ses parents. Elle envisagea aussi pour gagner sa vie de devenir « préer », c'est-à-dire résumer livres et articles pour le grand public. Finalement, épuisée, à l'été 1881, elle retomba malade, cessant à nouveau de s'alimenter. Son médecin lui conseilla calme et repos et elle se remit peu à peu. Ce fut alors que le cancer du foie de sa mère fut diagnostiqué. Celle-ci s'éteignit doucement, assistée de Clementina Black, et mourut le 2 décembre 1881,.

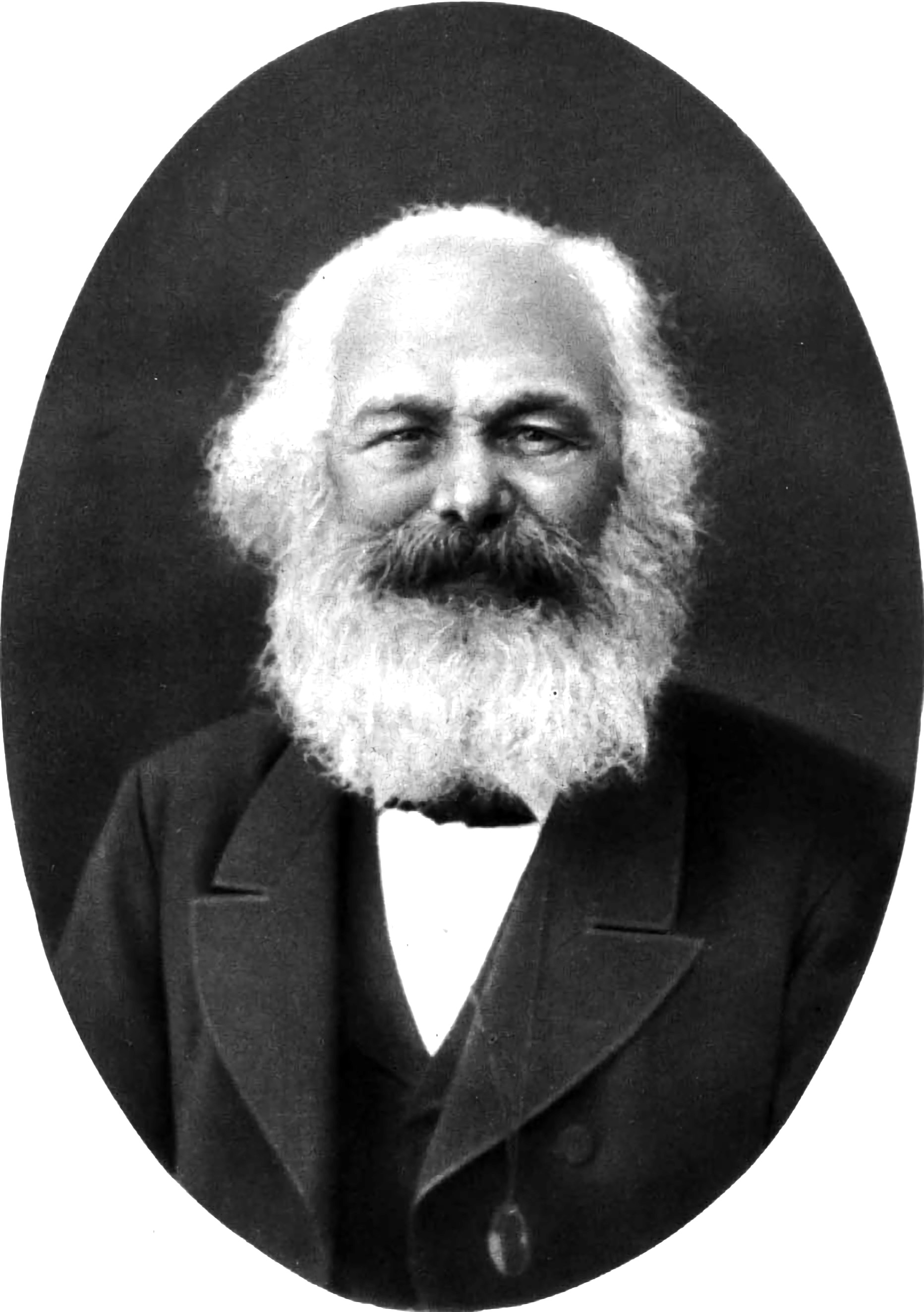
Karl Marx en 1882.

Le décès de sa mère la rapprocha de son père. Cependant, elle restait partagée entre sa volonté d'indépendance et son devoir familial. Cela se manifesta à nouveau physiquement. Alors qu'elle séjournait début janvier 1882 avec Karl Marx sur l'île de Wight, elle fit une nouvelle crise d'anorexie accompagnée de symptômes tétaniques et dépressifs. Elle ne dormait que quelques heures par semaine et passait ses journées à lire. Finalement, père et fille arrivèrent à un compromis. Il l'autorisait à reprendre ses cours de théâtre et à poursuivre une carrière lui apportant une indépendance financière. Elle reconnaissait de son côté que sa relation avec Lissagaray ne menait nulle part et y mettait fin. Elle se lança alors à corps perdu dans le travail. Le 16 janvier 1882, pour son anniversaire, elle remonta sur scène, pour une récitation du Bridge of Sighs de Thomas Hood. Elle gagna 2 £ ce soir-là. Elle se rendit en février à Argenteuil chez les Longuet. En mars, elle se fit remarquer par ses réflexions littéraires lors de réunions de la New Shakespeare Society. Le 30 juin elle récita, du Browning (à nouveau The Pied Piper of Hamelin et Count Gismond) pour la Browning Society. Elle continua (hormis quelques séjours dans sa famille) à travailler à la British Library.
Eleanor Marx avait également traduit plusieurs œuvres littéraires (première traduction en anglais de Madame Bovary) ou des auteurs comme Henrik Ibsen. Elle pensait que le théâtre pouvait jouer un rôle important dans le rejet des vues traditionnelles sur l’amour et le mariage et comme moyen de diffuser le socialisme.
En juillet 1882, « Tussy » rendit visite à sa sœur Jenny, à nouveau enceinte, afin de la soulager de la charge des trois premiers enfants (survivants). Elle repartit même avec l'aîné, Jean, en Grande-Bretagne en août. Ils séjournèrent chez Engels à Great Yarmouth, puis à Londres. Ils rejoignirent Marx à Ventnor en novembre. Cependant, Jenny ne se remit jamais de son accouchement ; une tuberculose, semble-t-il, se déclencha et elle mourut le 11 janvier 1883. La bronchite de Karl Marx s'aggrava alors. Il mourut le 14 mars de la même année. Le 18 août suivant, Eleanor hérita de son père : une somme relativement élevée (250 £). Surtout, elle devint son exécutrice littéraire, devant trier la masse de documents avant publication : les feuillets du seul second tome du Capital représentaient 500 pages. Se posait de plus la question de la publication d'une traduction en anglais de ce même ouvrage, sur laquelle plus personne, l'auteur étant mort, n'avait le contrôle. Un premier traducteur, Sam Moore, un proche d'Engels, fut choisi afin de couper court aux autres initiatives. Laura Lafargue intervint alors, affirmant que son père lui avait demandé de traduire le Capital et protestant contre le fait qu'Eleanor fût la seule exécutrice littéraire. Engels intervint, évitant que les deux sœurs se déchirent : Eleanor restait seule exécutrice pour des raisons légales et Laura pouvait traduire Le Capital si elle pouvait tenir les délais fixés par l'éditeur. En fait, Engels se considéra à partir de ce moment-là comme une sorte de tuteur d'Eleanor. Elle s'installa chez lui, tout comme la fidèle Helena Demuth. Eleanor était d'ailleurs alors persuadée que Frederick Demuth était le fils d'Engels.
Eleanor Marx fit alors une rencontre décisive. Edward Aveling, le rédacteur en chef d'un mensuel séculariste Progress, lui demanda d'écrire la nécrologie de Karl Marx. Ce scientifique de formation, grand admirateur de Shakespeare, était aussi un passionné de théâtre (il avait écrit, mis en scène et joué ses pièces). Il commençait alors à s'intéresser aux idées socialistes,.

### Edward Aveling

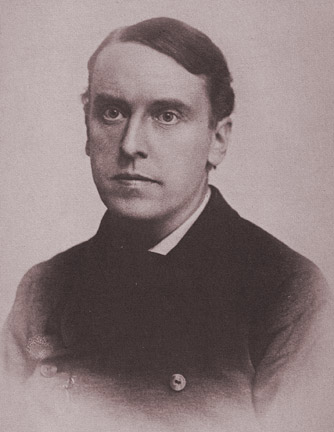
Edward Aveling.

Edward Aveling, tout juste converti au socialisme quand il rencontra Eleanor Marx, était fils de pasteur. Né en 1849, brillant biologiste darwiniste, il enseignait dans diverses universités londoniennes. Excellent orateur, il donnait aussi des cours au Hall of Science de South Kensington, un établissement d'éducation populaire qui dépendait de la National Secular Society dont il était membre. Son engagement séculariste l'avait amené en 1882 au socialisme quand il se présenta au London School Board pour Westminster soutenu par la NSS et la Social Democratic Federation de Henry Hyndman,.
Il est difficile de savoir précisément quand Eleanor Marx et Edward Aveling se rencontrèrent. Leurs chemins se croisèrent plusieurs fois. En octobre 1873, la famille Marx vint écouter une conférence d'Aveling. Celui-ci se souvenait avoir discuté avec le père, mais ne mentionnait pas la fille dans ses souvenirs de cette soirée. Ensuite, les relations ne purent qu'être limitées : Aveling était proche de Charles Bradlaugh (président de la National Secular Society) et Marx détestait ce dernier. Dans une lettre à son père en 1882 cependant, Eleanor Marx montrait son appréciation des écrits d'Aveling. L'hypothèse la plus probable est qu'ils se rencontrèrent à la British Library, alors au sein du British Museum, où tous les deux passaient leurs journées à travailler. La mort de Karl Marx en mars 1883 eut deux effets. Ses objections contre les sécularistes disparurent avec lui. Surtout, Aveling demanda à Eleanor Marx d'écrire la nécrologie de son père pour Progress, le magazine qu'il dirigeait. Dans une lettre à Laura Lafargue où elle demandait à sa sœur des précisions en vue d'écrire cette nécrologie, Eleanor Marx écrivait de plus que le succès du magazine importunait fortement Bradlaugh, ce qui semble avoir été pour elle une raison supplémentaire pour y publier. Le biographe d'Eleanor Marx C. Tsuzuki mesure le développement de la relation en interprétant les poèmes publiés dans Progress en 1883 par Ernest Radford et Edward Aveling. Pour cela, il suppose aussi que Radford et Marx auraient d'abord été amants. Pour lui, Radford abandonnerait la lutte pour conserver Eleanor Marx en décembre 1883.
Leur amour du théâtre les rapprocha aussi. Aveling s'essaya même à une carrière théâtrale dans les années 1870, au sein d'une troupe de comédiens ambulants. Il en avait gardé de très grandes qualités d'orateurs. Il donnait aussi des spectacles dans le cadre des activités sociales et culturelles de la NSS. Par ailleurs, certaines de ses conférences au Hall of Science portait sur le théâtre, principalement Shakespeare. Il fut aussi chargé de la rubrique « Arts » dans Our Corner, la revue qu'Annie Besant fonda en janvier 1883. Il y écrivit de nombreuses critiques théâtrales. Leur engagement socialiste n'éloigna pas les Marx-Aveling des planches. Ainsi, en novembre 1884, en pleine crise au sein de la Social Democratic Federation, ils jouèrent In Honour Bound de Sydney Grundy (inspiré de Une Chaîne d'Eugène Scribe). Cette pièce en un acte a un argument qui ne fut pas sans rappeler aux spectateurs la liaison entretenue par les acteurs principaux. Enfin, Eleanor Marx et Aveling partageaient les mêmes vues sur la politique et la religion,. En 1883, Eleanor Marx considérait même que « socialisme et athéisme était une seule et même chose ». Dans son autobiographie, Beatrice Potter évoque une discussion avec Eleanor Marx au printemps 1883 au British Museum durant laquelle celle-ci attaqua vertement le christianisme et la personne même du Christ (un « être faible d'esprit »). Pour Eleanor Marx, la libre-pensée qui avait longtemps été l'apanage des classes supérieures devenait à la fin du XIXe siècle le « privilège des classes ouvrières ».
Par ailleurs, Miss Webb se souvenait d'une jeune femme très agitée, en mauvaise santé et montrant tous les signes d'abus de stimulants divers ainsi que de calmants. Ce témoignage est un des nombreux, souvent écrits longtemps après les faits, qui évoquent la mauvaise influence d'Aveling sur Eleanor Marx et surtout la mauvaise impression qu'il pouvait faire sur toutes les personnes qui le rencontraient. C'est le cas de Kautsky qui lui rendit visite dès 1883, à l'invitation d'Eleanor, dans le laboratoire qu'il avait installé sur Newman Street. Il le trouva « répugnant », avant d'accepter de le fréquenter, par amitié pour Eleanor. Il semblerait cependant que la jeune femme ait parfaitement été au courant de la mauvaise réputation de son nouvel ami. Elle rappelait alors la mauvaise réputation que son père avait pu lui aussi avoir (mais pas pour les mêmes raisons). Selon Liebknecht, pour elle, plus mauvaise aurait été la réputation, plus grande aurait été le mérite à ses yeux. La jeune femme, qui avait beaucoup souffert de dépression nerveuse, se serait accrochée à Aveling et à son mode de vie hédoniste.
La question de l'« amour libre », d'après Engels dans Progress en août 1883, était régulièrement discutée dans le mouvement socialiste qui ne pouvait que rejeter les conventions bourgeoises du mariage. De même, le sécularisme rejetait les conventions religieuses du mariage. Aveling avait donc deux sources très fortes sur lesquelles appuyer sa défense de relations libres entre adultes consentants. En juillet 1884, Eleanor Marx s'installa avec Edward Aveling dans un appartement sur Fitzroy Street. Comme il était déjà marié, mais séparé depuis des années, Eleanor Marx vécut donc avec lui en concubinage, se considérant cependant comme son épouse et adoptant son nom ou le nom de Marx-Aveling. En effet, pour elle, elle l'aurait épousé officiellement s'il n'avait été marié. Elle considérait l'union libre comme un pis-aller, pas une prise de position sociale ou politique. Les concepts d'amour libre et de rejet de la morale bourgeoise servirent de justification a posteriori. Engels avait au départ été réticent, mais finit par donner son consentement et par offrir 50 £ pour leur « lune de miel ». Ils partirent pour Middleton-by-Wirksworth (Derbyshire). Ils rendirent visite à Olive Schreiner qui habitait tout près. Elle les reçut fort cordialement, car Aveling avait écrit une très bonne critique de son premier roman La Nuit africaine. Cependant, très vite, elle changea d'avis, si on en croit ses lettres à son ami Havelock Ellis : elle y exprime son aversion grandissante pour Aveling et y plaint Eleanor Marx. Edward Aveling avait mené grand train dans l'auberge où le couple avait résidé. Comme il l'avait déjà fait ailleurs, il partit sans payer. De retour à Londres, ils s'installèrent en face du British Museum. Il semblerait qu'Eleanor se fût alors retrouvée responsable du ménage et de la cuisine (qu'elle détestait) pour un couple peu enclin au rangement et à la propreté,.

### Tensions au sein de laSocial Democratic Federation

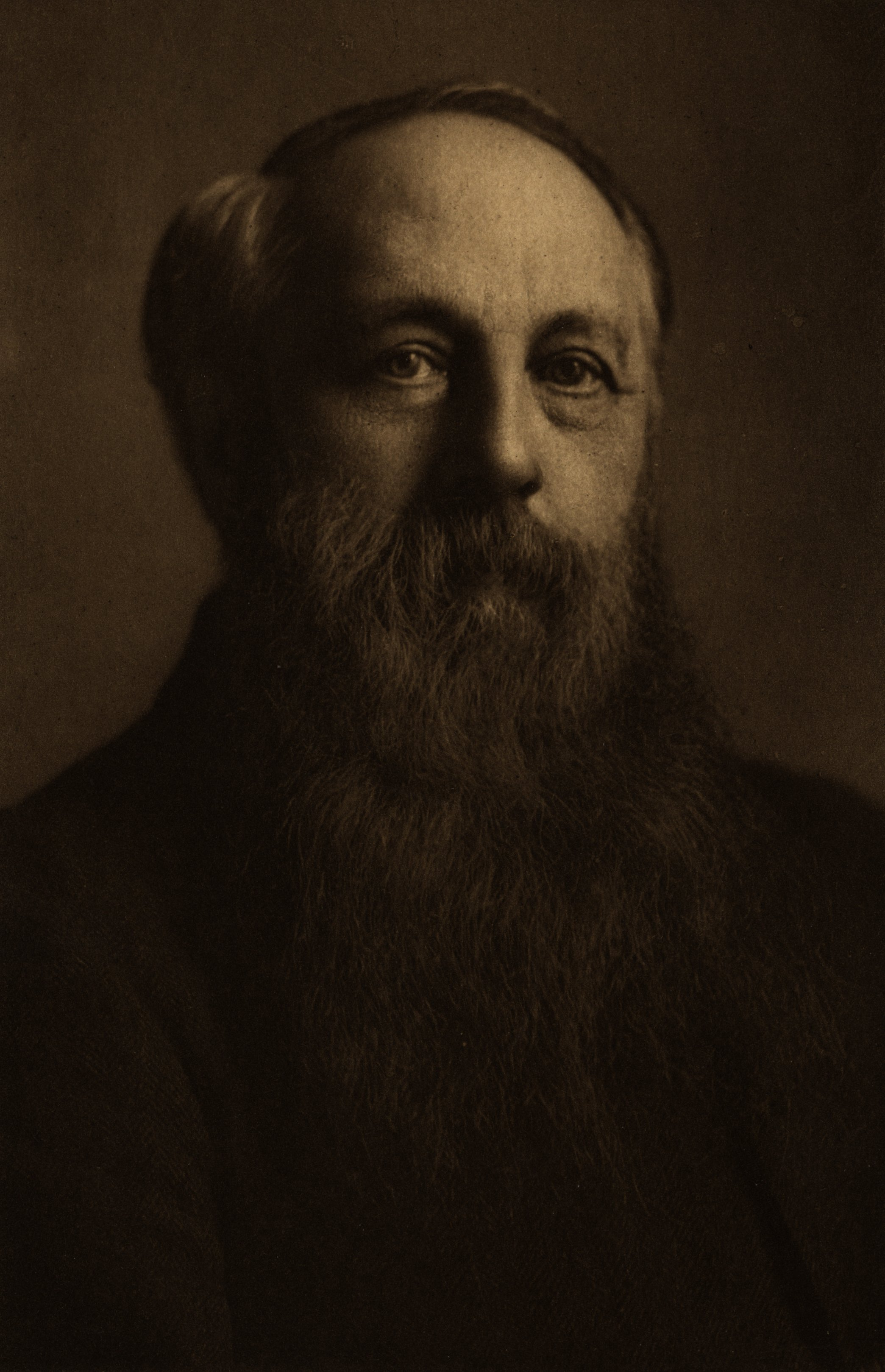
Henry Hyndman.

Durant l'été 1883, la Democratic Federation d'Henry Hyndman commença à se rapprocher du socialisme en publiant un pamphlet intitulé Socialism Made Plain (Le Socialisme expliqué simplement). Le 11 janvier 1884, la fédération réunit ses membres dans un hôtel de Fleet Street. Edward Aveling et Eleanor Marx étant présents, on peut en conclure qu'ils avaient dû adhérer depuis l'été. Hyndman annonça alors le lancement de l'organe hebdomadaire du mouvement Justice. La réunion fut aussi l'occasion d'une vive discussion sur les actions que pourraient mener les socialistes. Aveling suggéra de jouer le jeu démocratique. Cependant, une motion plus révolutionnaire fut adoptée. Elle considérait que tous les moyens étaient bons pour arriver à l'émancipation des travailleurs. Cette motion entraîna un premier accroc entre Aveling et les sécularistes. Annie Besant (qui ne s'était encore « convertie » au socialisme) critiqua ouvertement les choix marxistes d'Aveling dans le numéro du 3 février du National Reformer. La montée socialiste constituait en effet une concurrence nouvelle et dangereuse pour le mouvement séculariste. Eleanor Marx dans une lettre à sa sœur Laura le même mois, s'indignait de la malhonnêteté intellectuelle de Mrs Besant et souhaitait être un homme pour infliger une bonne correction à Mr Bradlaugh.

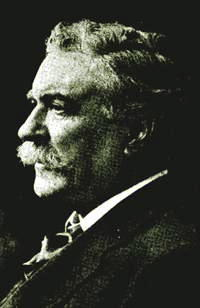
Belfort Bax.

Ce fut bientôt aussi au sein de la Democratic Federation que les dissensions se développèrent. Dès le congrès de janvier 1884, une opposition était née entre partisans du jeu démocratique et partisans de la manière forte. Les premiers se regroupaient autour d'Hyndman et de Justice ; les seconds étaient proches de Belfort Bax, un internationaliste, et de la revue To-Day (qui avait commencé à publier le Capital de Marx). Engels, qui détestait Hyndman, refusa les offres de collaboration à Justice, mais accepta celles de To-Day où Eleanor et Edward Marx-Aveling écrivaient régulièrement. La querelle s'envenima en mars-avril 1884, sur divers plans. Une cérémonie était prévue en mars au cimetière de Highgate, pour célébrer le premier anniversaire de la mort de Marx ainsi que la mémoire de la Commune. Hyndman, d'abord pressenti pour y faire un discours, déclina, déclarant qu'il refusait la « canonisation des individus », contraire à l'idée socialiste. Il fut remplacé par Aveling. La manifestation, autour de 5 000 personnes, et le discours d'Aveling furent un succès, malgré l'interdiction d'entrer dans le cimetière, gardé par 500 policiers.
En parallèle, dans To-Day, Eleanor Marx écrivit début mars, que le Times avait refusé de publier une de ses lettres défendant son père. Immédiatement, Hyndman écrivit dans Justice que To-Day avait des choses plus importantes à faire que de se mêler d'une si piètre controverse ou que de publier les diatribes d'Aveling sur le socialisme chrétien. En effet, le militantisme athée de ce dernier gênait Hyndman qui y voyait un danger pour la popularité de son mouvement. En avril, To-Day répondit en pointant les préjugés racistes d'Hyndman dans son Historical Basis of Socialism in England. Enfin, les divisions dans le socialisme mondial eurent des répercussions au sein de la Democratic Federation. Les possibilistes de Brousse avaient reçu le soutien des syndicalistes britanniques et de Henry Broadhurst lors de leur conférence internationale de 1883. Aussi, l'année suivante, les marxistes convoquèrent une conférence à Roubaix, en vue de préparer un congrès de recréation de l'Internationale. Mi-mars 1884, une réunion de la Democratic Federation fut organisée afin de déterminer la réponse que l'organisation ferait à l'invitation à Roubaix. Hyndman se déclara contre toute participation. Bien sûr, Eleanor Marx se positionna en faveur de l'envoi de délégués. Cette dernière motion approuvée, la discussion porta sur le choix des personnes. Hyndman refusait Bax, par principe, car il n'était pas ouvrier. Aveling fit donc proposer Bax, qui fut choisi, en même temps qu'un fidèle de Hyndman, l'ouvrier Harry Quelch (en). En mai, la conférence de Roubaix décida de convoquer le congrès de recréation de l'Internationale à Londres l'année suivante, à la grande joie d'Eleanor Marx.
Le conflit se déplaça ensuite sur la traduction du Capital de Marx. La traduction « officielle », approuvée par Engels, celle de Samuel Moore, avançait doucement. Edward Aveling avait été recruté pour travailler sur le premier chapitre. Eleanor Marx vérifiait qu'il n'existait pas d'incohérences entre la nouvelle traduction et celles que son père avait déjà publiées, en extrait. En parallèle, To-Day proposait sa traduction et Hyndman voulait lancer la sienne. Il gagna cette fois-ci. En effet, To-Day souffrait de problèmes financiers. Hyndman s'offrit pour le sauver, à la double condition que Bax fût remplacé par un de ses proches H. H. Champion et que la publication du Capital cessât. Le rédacteur en chef fut changé et à partir de juillet 1884, les Marx-Aveling n'écrivaient plus pour To-Day. Ils pensèrent pouvoir se rabattre sur Progress, mais son rédacteur en chef historique, George William Foote, libéré de prison une fois sa peine pour blasphème purgée, reprit le journal en mains. Il n'était pas socialiste et était un fidèle de la National Secular Society. À partir de novembre 1884, les Marx-Aveling perdirent leur accès à cet organe de presse.
Lors du quatrième congrès de la Democratic Federation, celle-ci décida de changer son nom pour devenir Social Democratic Federation, le 4 août 1884. Seul Edward Aveling était présent à cette occasion. Cependant, il réussit à faire élire son couple au conseil exécutif et à faire adopter une motion anti-Hyndman, refusant l'action démocratique (alors qu'il en était partisan l'année précédente). Il fut décidé de rédiger un nouveau programme pour le mouvement. Les discussions traînèrent en longueur, à cause des dissensions. William Morris jouait de plus en plus les conciliateurs entre les deux camps opposés. Il penchait plutôt vers la faction Marx-Aveling-Bax, même s'il trouvait que la proposition d'Aveling de séparation de l'Église anglicane et de l'État était une ineptie. Finalement, un compromis fut trouvé en octobre. Le nouveau programme refusait presque complètement le parlementarisme. Il essayait aussi de rapprocher le mouvement du Trades Union Congress, comme cela avait été le cas pour l'Internationale précédemment. On lit ici l'influence des Marx-Aveling.
Septembre 1884 fut marqué par un regain de tensions entre la tendance Marx-Aveling et la tendance Hyndman. Les soucis financiers qu'Aveling avait avec la NSS le rattrapèrent à la SDF. En effet, Charles Bradlaugh l'accusa de malversations financières et exigea qu'il remboursât les dettes qu'il avait contractées au nom de la NSS. John Burns, proche d'Hyndman, souleva au bureau exécutif la question morale du maintien d'Aveling au sein du bureau, étant donné les accusations dont il était l'objet. Le problème traîna pendant tout le mois et ne fut pas complètement résolu.

### Socialist League

#### Scission

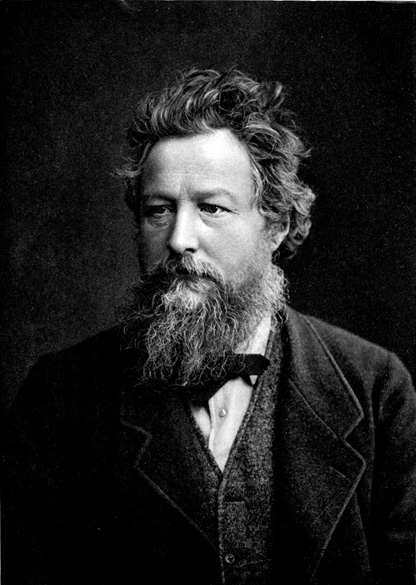
William Morris, photographie par Emery Walker.

Les tensions au sein de la SDF arrivèrent à leur apogée en décembre 1884, provoquant la rupture. Le congrès de recréation de l'Internationale prévu pour mars 1885 à Londres approchait. Hyndman y était fermement opposé tandis qu'Eleanor Marx s'y impliquait, ayant même invité sa sœur Laura Lafargue. Les bureaux exécutifs qui discutaient de la question finissaient en échanges d'invectives. Hyndman devenait paranoïaque : il avait reçu deux lettres, signée de la même personne, mais aux écritures différentes, l'invitant à Paris. Il déclara qu'elles étaient des faux, de la main des sœurs Marx qui voulaient l'attirer à Paris pour l'éliminer. L'inimitié entre Hyndman et Andreas Scheu (de) fut l'élément déclencheur. Ce dernier, exilé en Écosse, y avait fondé une Scottish Land and Labour League, associée à la SDF, dont il tentait cependant de rester autonome. Scheu considérait publiquement en effet qu'Hyndman était un nationaliste. Inversement, Hyndman accusait Scheu d'être un anarchiste toujours proche de Johann Most, avec qui il avait pourtant rompu. À Londres, tous les adversaires d'Hyndman se retrouvaient chez les Marx-Aveling. Ils invitèrent Scheu à venir plaider sa cause devant le bureau exécutif, le 23 décembre 1884. La discussion fut à nouveau houleuse. Le vote de confiance pour Scheu se mua en vote de défiance contre Hyndman. Le vote fut cependant repoussé au 27 décembre. Aveling et Morris se tournèrent vers Engels. Ce dernier condamna la façon (qualifiée de bismarckienne) dont Hyndman gérait la SDF. Mais, il ne considérait pas Aveling, Morris et Bax, « deux poètes et un philosophe », capables de mieux la diriger.
Lors du bureau du 27 décembre, la motion de défiance contre Hyndman fut adoptée par une courte majorité de dix voix contre huit. Les majoritaires publièrent alors une déclaration critiquant l'attitude dictatoriale de Hyndman et annonçant leur démission. En effet, leur majorité au sein du bureau était très courte et ils n'étaient pas sûrs de convaincre les adhérents de base. Le 30 décembre, Eleanor Marx-Aveling, Edward Aveling, Belfort Bax et William Morris formèrent la Socialist League, avec un programme de « socialisme révolutionnaire international ». Son mensuel Commonweal parut à partir de février 1885, financé par Morris qui était aussi rédacteur en chef, tandis qu'Aveling était rédacteur adjoint. Engels y contribua,. L'animosité ne disparut pas pour autant. À la suite des élections législatives de novembre-décembre 1885, trois membres de la SDF : Hyndman, John Burns et Henry Hyde Champion (en), furent impliqués dans le scandale de l'« or tory ». L'information fut révélée par le journal français Le Socialiste qui avait reçu une lettre d'Hubert Bland, mais les Marx-Aveling étaient derrière cette lettre. Lorsqu'en août 1886, Hyndman essaya de se réconcilier avec Morris et la Socialist League, il insistait sur le fait qu'une des principales pierres d'achoppement était l'attitude d'Aveling qui ne cessait ses campagnes contre lui dans la presse étrangère.

#### Activités politiques
Le programme de la Socialist League parut dans Commonweal en février 1885. Il rejetait le jeu démocratique et les réformes sociales, par essence incomplètes, à l'image de la simple nationalisation de la terre. « Éducation, organisation et démocratie dans le parti » étaient les trois éléments essentiels du programme dont le but ultime était la réalisation d'un « socialisme révolutionnaire complet ». Cependant, en parallèle, une constitution provisoire était adoptée, en partie en contradiction avec le programme. L'influence d'Engels via les Marx-Aveling y était visible. Le pouvoir pouvait être conquis par les élections et la collaboration avec les autres organisations ouvrières (syndicats, coopératives) était encouragée. Pendant les semaines qui suivirent, l'activité principale fut la création de sections locales du mouvement. Ainsi, fin février Morris et les Marx-Aveling se rendirent à Oxford pour y faire une conférence en vue de recruter des adhérents parmi les étudiants. Le public ne leur était pas favorable. Edward Aveling fut celui qui fut le plus chahuté, mais très vite après qu'il avait commencé à parler, il fut le mieux écouté. La soirée fut cependant écourtée quand une boule puante fut lancée dans la salle. Malgré tout, peu de temps après une Oxford Socialist Association fut créée, section locale de la Socialist League. Un Marx Club fut même créé un peu plus tard.
Eleanor Marx fit une tournée de conférences des sections londoniennes de la Socialist League pour y parler des Factory Acts qui était alors le sujet du passage du Capital qu'elle traduisait avec Edward Aveling. Ensemble, ils écrivirent en août 1885 un article « The Factory Inferno », à partir d'un article du même titre d'Aveling dans Commonweal d'avril. Ils y affirmaient que la situation dans les usines n'avait pas évolué entre les rapports parlementaires de 1864 et 1884 et que les ouvriers y souffraient toujours des mêmes maux : maladies, accidents et amendes. Les Marx-Aveling continuaient à combiner leur amour du théâtre et leur lutte socialiste. Ainsi, régulièrement, comme pour la clôture des conférences sur le socialisme d'Aveling, la League organisait des soirées culturelles à destination des ouvriers. À chaque fois, le couple y contribuait par une courte pièce ou une lecture théâtrale. Cependant, à l'automne 1885, Eleanor Marx souleva au conseil exécutif de la League le problème de la « baisse du niveau intellectuel des spectacles ». Elle protestait particulièrement contre les numéros musicaux de Theodor Reuss qu'elle trouvait trop vulgaires. Pour elle, éducation socialiste et éducation artistique allaient de pair. Elle considérait que puisque le conseil exécutif avait déjà condamné la boxe et divers autres loisirs considérés comme trop vulgaires, elle demandait qu'il en fût de même pour les soirées culturelles de la League. Dans le même ordre d'idées d'offensive socialiste sur le plan de la culture, elle décida d'organiser pour les enfants un arbre de Noël à cette occasion en 1885. Elle désirait leur faire associer socialisme et joie. Elle n'associait bien entendu pas Noël aux symboles chrétiens, mais aux fêtes païennes du renouveau de la nature, et considérait que le socialisme était en soi symbole du renouveau.
L'été 1885 vit monter les tensions lors de la campagne de longue haleine menée par toutes les formations de gauche (NSS, SDF, Socialist League, Fabian Society, derniers radicaux, etc.) pour la liberté d'expression. Les membres de ces organisations bravaient l'interdiction de manifestations et de discours publics. Cet été-là, la campagne s'était concentrée sur Dod Street, dans l’East End. Le 20 septembre, Eleanor Marx et Edward Aveling faisaient partie des orateurs. May Morris évoque dans sa biographie de son père, la voix de stentor d'Aveling, capable de se faire entendre sur toute la longueur de la rue. La police intervint et des membres de la League furent arrêtés et jugés immédiatement. Les Marx-Aveling furent seulement cités comme témoins. Ils profitèrent de leur passage à la barre pour affirmer qu'ils continueraient la campagne jusqu'à ce qu'ils fussent eux aussi enfermés. À l'annonce d'un verdict très dur, le public protesta très fortement et la police chargea dans la salle d'audience. Eleanor Marx fut bourrée de coups de poing, tout comme William Morris. Ces événements mirent la League au premier plan de la lutte. Le dimanche suivant, 25 octobre, Aveling fut le premier orateur sur Dod Street, avant même les premiers organisateurs de la campagne, les radicaux.
Des tensions commençaient cependant déjà à se faire sentir au sein de la Socialist League, avec la tendance anarchiste. Lors de l'assemblée générale de juillet 1885, Joseph Lane, représentant de la Labour Emancipation League, un mouvement associé à la Socialist League, suggéra que plus d'indépendance fût accordée aux sections locales. Il déclarait que le modèle politique idéal était celui de la fédération de communes. Sa motion fut rejetée, à l'initiative des Aveling. Le couple fut alors l'objet d'une attaque de Theodor Reuss. Il considérait que le fait que deux membres d'une même famille siègent au conseil exécutif faussaient les votes. Sa motion fut rejetée, mais Eleanor Marx ne fut pas réélue au conseil. Dans les semaines qui suivirent, la tendance anarchiste gagna du terrain dans la Socialist League et les Marx-Aveling en perdirent. Commonweal fit la promotion des réunions du groupe de réflexion anarchiste de Charlotte Wilson. Le 1er mai 1886, l'organe s'affirma contre le parlementarisme et la réforme. Edward Aveling démissionna de la rédaction, sur les conseils d'Engels et de sa compagne. Celle-ci vit d'ailleurs sa colonne sur le socialisme international remplacée par une chronique accordée à May Morris. Ce fut à ce moment aussi qu'elle écrivit à Bismarck pour protester contre une déclaration du chancelier allemand qui considérait Ferdinand Cohen-Blind comme un disciple de Marx. Eleanor Marx, et avec elle Friedrich Engels, voulaient à tout prix dissocier marxisme et terrorisme. Enfin, lorsqu'en 1886 parut sa traduction de l’Histoire de la Commune de 1871 de Lissagaray, elle réduisit le mouvement parisien, à l'image des réflexions de son père, à un mouvement socialiste international.

#### Engagement féministe

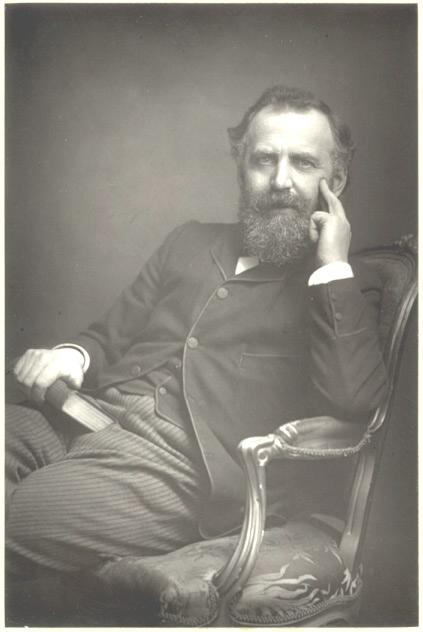
W. T. Stead en 1881.

Durant l'été 1885, l'enquête de W. T. Stead sur l'exploitation sexuelle des petites filles, dite du « Maiden Tribute of Modern Babylon (Le Sacrifice des vierges dans la moderne Babylone) » fit scandale. Dans son journal la Pall Mall Gazette, il racontait comment il avait pu, dès sa première tentative, obtenir d'une femme alcoolique réduite à la misère qu'elle lui vendît la virginité de sa fille de treize ans, Eliza Armstrong, pour 5 £. Dans ses articles, Stead ne blâmait pas la mère (réduite à cet expédient par sa pauvreté) ni même les proxénètes ou les patrons de maisons-closes, mais bel et bien les riches hommes dépravés violant les filles des pauvres, et pas seulement dans les bordels, mais aussi dans les usines et les ateliers. Pour lui, les élites et les Églises démontraient ici leur incapacité. Il considérait que seuls la démocratie et le socialisme, forces de l'avenir, sauraient, unies, mettre fin au sacrifice des jeunes filles sur l'autel des vices des riches. Grâce, entre autres, à Stead, la loi fut changée et l'âge de consentement sexuel fut relevé de 13 à 16 ans,,. Eleanor Marx appuya, comme la Socialist League, cette campagne de presse, par des articles dans Commonweal. Elle alla même plus loin, soutenant que les crimes sexuels n'étaient pas une question d'âge, mais de classes sociales. Pour elle, le scandale était plus général : qu'un individu pût acheter le corps d'un autre dans quelque but que ce fût. L'abolition de la domination de classe s'accompagnerait de l'abolition de la domination sexuelle. Elle partageait là l'avis d'August Bebel dans La Femme dans le passé, le présent et l'avenir et dont une traduction en anglais venait de paraître.
Dans la lignée de ses articles, elle publia avec Edward Aveling, en 1886, un pamphlet intitulé The Woman Question. Ils y attaquaient toutes les attitudes morales vis-à-vis de la femme à leur époque, même les attitudes les plus « avancées ». Ils condamnaient la chasteté. Ils considéraient que les mariages n'étaient que des « transactions commerciales » et donc « pire que de la prostitution ». Ils citaient la pièce qu'ils préféraient, Une maison de poupée d'Ibsen, pour dénoncer le capitalisme qui avec ses « emprunts et dettes » mettait en danger les fondements du mariage. Ils critiquaient aussi les revendications pour le droit de vote des femmes ou leur accès à l'enseignement supérieur, car elles n'étaient fondées, selon eux, que sur des idées de classe ou de propriété. En fait, pour eux, la révolution socialiste apporterait « l'amour, le respect, l'égalité intellectuelle ».
Il semblerait cependant que l'amour libre ne fût pas non plus exempt des problèmes d'argent, d'infidélité et de jalousie comme le montra l'attitude d'Aveling dans les mois qui suivirent, et les réactions d'Eleanor Marx. En effet, au printemps 1885, selon George Bernard Shaw, le couple était à la limite de la séparation. Eleanor Marx se serait rendu compte de la personnalité réelle de son compagnon, comme elle l'évoque dans une lettre à Olive Schreiner. Alors qu'en avril 1885, il avait été très malade et qu'elle était allée à Ventnor s'occuper de lui, au retour il fit comme si rien ne s'était passé, sortait et se réjouissait de rencontrer de belles femmes dans ses soirées (sans Eleanor Marx). Dans cette lettre, elle se plaint de l'attitude nonchalante d'Aveling vis-à-vis de l'argent. Le couple avait très peu de revenus, mais il ne semblait pas s'en soucier. En fait, selon Eleanor Marx, Aveling, très égoïstement, ne se souciait que de ce qui le concernait directement. Il semblerait aussi qu'il ait préféré prendre des obligations qui lui rapportaient de l'argent, plutôt que de respecter ses obligations politiques vis-à-vis de la Socialist League : il ne venait pas souvent aux réunions de bureau.

### Tournée américaine

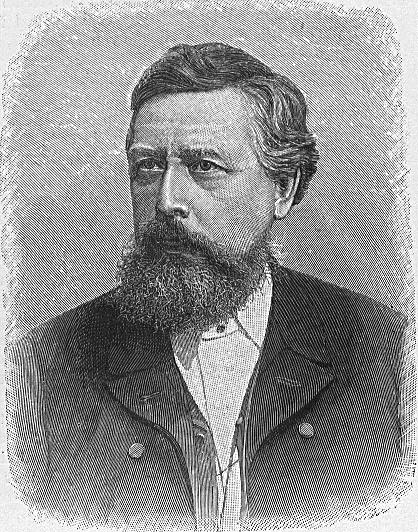
Wilhelm Liebknecht.

À l'automne 1886, les Marx-Aveling étaient en pleine crise dans leur couple et leur situation au sein du mouvement socialiste britannique était précaire. Ils partirent pour une tournée de conférences aux États-Unis, autant pour ressouder leur relation que pour rétablir leur réputation et leur situation politique (comme l'espérait Paul Lafargue dans une lettre à Engels). Le mouvement socialiste américain était pourtant lui aussi dans la tourmente à la suite du massacre de Haymarket Square à Chicago. Les socialistes européens étaient attirés par les États-Unis, entre autres comme source de financement. Eleanor Marx avait suggéré dès 1880 à Wilhelm Liebknecht d'aller y faire une tournée de conférences et y récolter des fonds pour le socialisme allemand victime de la politique bismarckienne. Elle se proposait alors d'être sa secrétaire. Effectivement, une tournée de socialistes allemands en 1881 (sans Liebknecht ou Eleanor Marx) avait été couverte de succès, financièrement parlant. En 1886, les Marx-Aveling pour préparer leur propre tournée prirent contact avec des libres-penseurs américains. Juste avant le départ, Aveling plaisantait en disant qu'il enverrait le premier million de dollars récolté à Laura Lafargue. Cependant, se posait le problème du financement initial du voyage. Liebknecht avait lui aussi prévu une tournée. Il avait été officiellement invité par les socialistes américains du Socialistic Labor Party, d'origine allemande pour la plupart, qui prenaient ses frais à leur charge. Les Marx-Aveling réussirent à greffer leur tournée sur celle de Liebknecht et obtinrent qu'Aveling fût lui aussi invité et financé. Par contre, la Socialist League refusa qu'il fût considéré comme s'exprimant au nom du mouvement.
Le couple voyagea à bord du City of Chicago de l'Inman Line. Ils partirent de Liverpool le 31 août et arrivèrent à New York le 10 septembre. Ils furent accueillis par un journaliste du New Yorker Volkszeitung, organe officiel et germanophone du Socialistic Labor Party. Aveling annonça sa volonté d'axer sa tournée sur le socialisme scientifique, donc contre l'anarchisme, rappelant les dégâts causés au socialisme mondial par Haymarket. Eleanor Marx raconta comment elle avait été choquée durant la traversée par l'écart social entre les immigrants entassés sur le pont et les riches Américains de retour d'Europe. Elle trouvait ces derniers impolis et brutaux. Elle continua à être choquée par la vulgarité de New York quand elle se fit insulter par un policier.

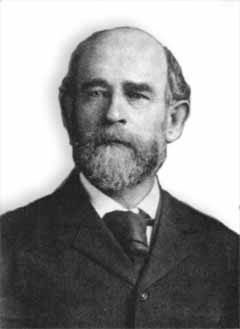
Henry George.

La tournée des Marx-Aveling commença le 14 septembre à Bridgeport (Connecticut), un des bastions anglophones du Socialist Labor Party. Le 16, ils étaient à New Haven où leur auditoire fut composé presque uniquement d'enseignants et d'étudiants de Yale. Le 18, ils rencontrèrent les Knights of Labor de Meriden (Connecticut). Aveling considérait que les Chevaliers constituaient la première prise de conscience de classe par les ouvriers américains et que leurs idées étaient proches du socialisme originel. Il regrettait cependant le conservatisme des leaders de son époque. Les discours des deux Britanniques furent surtout des appels à un rassemblement des divers mouvements socialistes et syndicaux (Knights of Labor, Central Labor Union, etc.). Eleanor Marx ajoutait un appel aux femmes. Le 19 septembre, ils étaient de retour à New York pour participer au grand rassemblement en l'honneur de Liebknecht, qui venait d'arriver. Celui-ci félicita ses camarades d'origine allemande pour leur rôle décisif dans le développement de la social-démocratie aux États-Unis. Il souhaita cependant que le mouvement s'élargît au-delà des seuls germanophones. Aveling lui succéda et lors de son discours insista sur le même point de la nécessité d'une ouverture. En fait, c'était la ligne sur laquelle il s'était mis d'accord avec Engels avant de quitter la Grande-Bretagne. La manifestation se termina lorsque la police intervint. Eleanor Marx fut violemment bousculée par les forces de l'ordre. Dans les jours qui suivirent, les Marx-Aveling parlèrent dans diverses villes de l'État de New York. À la fin du mois, ils rencontrèrent Henry George, candidat à la mairie de New York soutenu par les organisations socialistes. La rencontre, chez le fouriériste John Lovell, fut cependant plus sociale que politique.
Durant les douze semaines suivantes, les Marx-Aveling parcoururent trente-cinq villes. Ils commencèrent par la Nouvelle-Angleterre industrielle où ils découvrirent des ouvriers et surtout des ouvrières vivant dans les conditions pires que celles qui existaient dans le Lancashire, leur point de comparaison. Afin de compléter leurs observations personnelles, ils obtinrent des informations de Carroll D. Wright (en) au Bureau of Labor Statistics de Washington à qui ils s'adressèrent à la fin de leur tournée. Ils rendirent visite à la militante féministe Isabella Beecher Hooker. Après la Nouvelle-Angleterre, ils visitèrent le Midwest : Chicago, Milwaukee, Minneapolis et Saint Paul, Kansas City (où ils remportèrent le plus grand succès de leur tournée en réussissant à recruter quarante nouveaux membres pour la section locale du SLP). Ils revinrent vers New York via Cincinnati, Baltimore et Washington.
Leur voyage sembla longtemps être une réussite politique. Il fut en tout cas une réussite touristique de leur point de vue. Les huit premières semaines, ils se rendirent dix fois au théâtre. Ils firent des visites d'agrément, comme celles d'Harvard ou de Salem. Ils séjournèrent dans de grands hôtels et voyagèrent en première classe dans les trains. Aveling s'amusait aussi à obtenir de l'alcool dans les lieux où les premières mesures de prohibition avaient été mises en place comme au Rhode Island ou en Iowa. Il ne cessa pourtant de protester contre le manque de confort.
Cependant, le voyage se termina très mal et la réputation d'Aveling en prit encore un coup. Le 23 décembre, le couple Marx-Aveling présenta le bilan politique de la tournée à l'assemblée générale du Socialistic Labor Party à New-York. Aveling y déclara qu'il n'y aurait d'avenir possible pour le mouvement que si le contrôle passait des germanophones aux anglophones. Il ajouta que s'il était socialiste aux États-Unis, il préférerait adhérer aux Chevaliers du Travail ou à la Central Labor Union. Il affirma que tous les socialistes qu'il avait rencontrés en dehors de New-York partageaient son avis. À ce moment du discours, Eleanor Marx l'interrompit pour ajouter « sauf les anarchistes ». Il s'attaqua alors directement au leader du mouvement Wilhelm Rosenberg (en), le blâmant pour le manque d'unité dans le parti. En fait, il semblerait que ce discours ait été une réponse mesquine au problème des frais de voyage du couple. La semaine précédente en effet, les Marx-Aveling avaient été convoqués à un bureau exécutif du SLP pour décortiquer les notes de frais qu'ils avaient envoyées chaque semaine. Il leur fut très clairement reproché d'être « des aristocrates vivant sur le dos des ouvriers » et de « n'être pas dignes d'appartenir au mouvement socialiste ». Au total, les Marx-Aveling avaient dépensé 2 050 $, soit deux fois plus que Liebknecht et sa fille. Les frais des Marx-Aveling incluaient par exemple 50 $ en cigares pour Edward Aveling et cigarettes pour Eleanor Marx ainsi que 100 $ en billets de théâtre (et encore, en se présentant comme critique théâtral, Aveling avait parfois obtenu des billets gratuits). Ce dernier avait laissé une ardoise de 42 $ au bar d'un des palaces où ils avaient passé deux jours ; par comparaison, les Liebknecht avaient payé personnellement toutes leurs dépenses de boisson. Rosenberg avait conclu le bureau en déclarant que les Marx-Aveling s'étaient payés du bon temps aux États-Unis aux frais du parti. Le couple prit le bateau le 25 décembre et arriva à Londres mi-janvier 1887. Entre-temps, le New York Herald avait publié un compte-rendu du bureau exécutif, repris dans l’Evening Standard. La conclusion en était que les socialistes américains n'étaient pas près d'importer à nouveau un agitateur professionnel européen : ils ne pouvaient s'en payer le luxe. Le 7 janvier, le bureau exécutif du SLP publia un texte officialisant les accusations de la presse et qualifiant Aveling d'« escroc » (« swindler »). La controverse s'étendit dans les mois suivants. Florence Kelley, traductrice américaine des œuvres en allemand d'Engels, dont La Situation de la classe ouvrière en Angleterre en 1844, essaya de convaincre Engels de la justesse de la position du SLP. Celui-ci donnait raison à Aveling quant à l'attitude sectaire des germanophones dans le socialisme américain qui en empêchait le développement. Il refusait de croire qu'Aveling fût un « escroc », rappelant que celui qui avait été professeur d'université avait sacrifié par deux fois sa situation sociale et économique au profit des causes qu'il défendait. Surtout, Engels ne pouvait croire qu'Aveling ait été un « escroc » à l'insu d'Eleanor Marx, insistant sur le fait que celle-ci était incapable d'escroquer la classe ouvrière. Cependant, le couple ne se défendit pas : Aveling tomba malade et se réfugia à Hastings ; Eleanor Marx garda un silence total sur l'affaire. En avril 1887, Henry Hyndman profita du scandale pour discréditer Aveling auprès des socialistes britanniques. Dans Justice le 30 avril, il écrivit que la SDF avait bien fait de rompre tout lien avec celui-ci. En août, To-day, passé aux Fabiens, publia un article mettant le problème sur le compte de l'incompétence financière d'Aveling. Engels exprimait alors la même opinion, disant que ce « poète rêveur » n'y connaissait rien « à la vie, aux gens et aux affaires ». L'assemblée générale du Socialistic Labour Party se réunit en septembre 1887 et adopta une motion définitive déclarant que la facture présentée par Aveling était exorbitante.
La tournée américaine n'eut pas que cette controverse comme résultat. En 1887-1888, les Marx-Aveling en évoquèrent les aspects politiques dans des conférences, des articles et un livre. En janvier 1887, ils firent une conférence à la section de Clerkenwell de la Socialist League. Edward Aveling parla du socialisme en Amérique en général, tandis qu'Eleanor Marx compara les ouvriers britanniques et américains. Ils produisirent une série d'articles pour un magazine intitulé Time. Ils y insistaient surtout sur la nécessité de la création d'un unique parti travailliste. Ces articles furent repris dans le livre qu'ils publièrent conjointement en 1888 : The Working-Class Movement in America.

### Nouvelles tensions dans le socialisme londonien
Pendant que se poursuivait la polémique sur leur tournée américaine, les Marx-Aveling reprirent leur activité de propagande socialiste et de lutte contre les anarchistes. Considérant que ces derniers avaient noyauté la Socialist League, ils s'en démarquèrent de plus en plus. En parallèle, ils tentèrent d'éloigner du parti libéral les ouvriers radicaux, principalement de l’East-End, et de les attirer à leur forme de socialisme. Ainsi, le 11 avril 1887, ils participèrent au grand rassemblement organisé par les radicaux dans Hyde Park contre les Irish Coercion Acts. Leurs discours respectifs furent très appréciés par le public. Le résultat immédiat fut que les clubs radicaux de l’East-End les invitèrent à venir donner des conférences sur leur expérience américaine. Engels y vit la possibilité de réduire l'influence de la Socialist League et de la Social Democratic Federation auprès des ouvriers.
Le 29 mai 1887, lors de l'assemblée générale de la Socialist League, William Morris proposa de continuer à refuser de participer aux élections. Eleanor Marx, représentant la section locale de Bloomsbury, à laquelle elle appartenait avec Edward Aveling, vota contre la motion, qui fut cependant adoptée. Aveling, qui présidait la séance et donc ne pouvait voter, aurait déclaré en aparté qu'ils [le couple Marx-Aveling] avaient fait une erreur en quittant la SDF et qu'il leur fallait prendre le contrôle de la League, en commençant par Commonweal dont il fallait évincer Morris.
À nouveau, la mauvaise réputation d'Aveling fut préjudiciable aux engagements du couple. Ainsi, le verdict concernant le massacre de Haymarket Square fut confirmé en septembre 1887 et quatre des accusés furent exécutés le 11 novembre. Les socialistes britanniques envoyèrent des pétitions de protestation, sans effet. Les Marx-Aveling insistèrent sur le fait que leur opposition aux anarchistes ne les empêchait pas de demander la justice pour les condamnés. Cependant, Aveling se trouva au cœur de la tourmente. Hyndman l'accusa de ne pas avoir envoyé une des pétitions dont il avait été chargé et d'avoir empoché l'argent qui lui avait été confié dans ce but. Il ne se défendit à nouveau pas, laissant le soin à Engels de dire que les accusations avaient été fabriquées. Cette nouvelle controverse fit que la participation des Marx-Aveling au Bloody Sunday du 13 novembre passa pratiquement inaperçue.

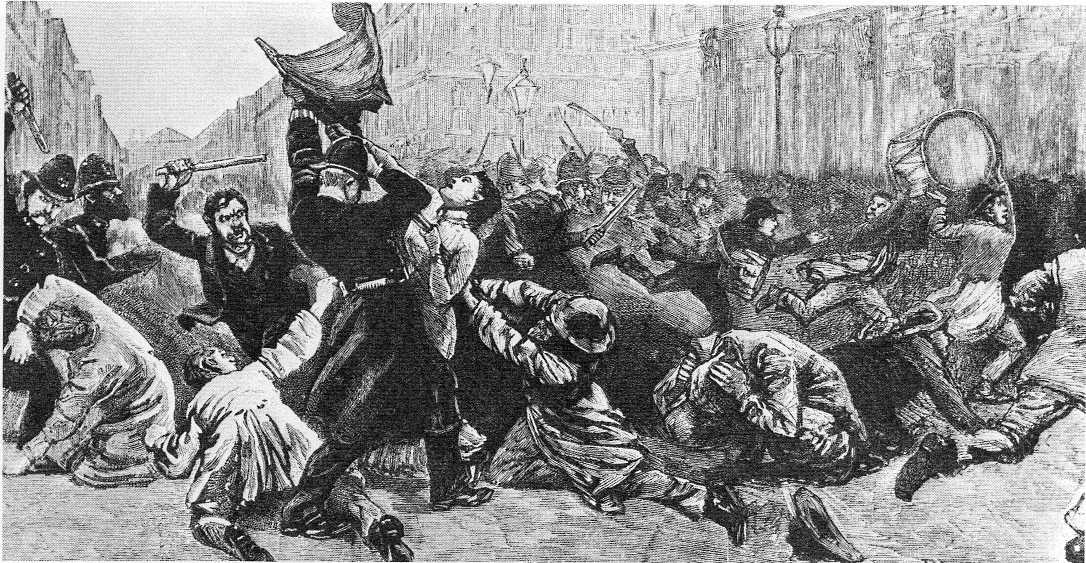
Bloody Sunday du 13 novembre 1887.

Et pourtant, Eleanor Marx s'engagea physiquement lors de cette manifestation sur Trafalgar Square, organisée, entre autres, dans le cadre de la lutte pour la liberté d'expression, et interdite par les autorités. La police chargea pour disperser les manifestants et fit au moins trois morts et plus de 200 blessés. Dans une lettre à la Pall Mall Gazette, journal engagé aux côtés des manifestants, Eleanor Marx raconte comment elle fut violemment bousculée par les forces de l'ordre, au point d'avoir manteau et chapeau déchirés. Elle prit au moins deux coups de matraque : un au bras qui lui laissa une contusion et un à la tête qui l'étourdit et la fit tomber. Un manifestant irlandais, lui aussi blessé, lui évita d'être piétinée par les chevaux de la police montée. Cependant, d'après Engels, dans une lettre à Liebknecht, « Tussy […] ne fut pas tant l'attaquée que l'attaquante ». Dans les semaines qui suivirent, elle participa à la levée de fonds organisée par la Law and Liberty League mise en place par Annie Besant et W. T. Stead pour financer la défense des quelque trois cents personnes arrêtées, puis la survie des épouses des militants incarcérés; Elle appela aussi au « boycott » de la police (refuser d'entrer dans un lieu où se trouve un policier par exemple),,.
Eleanor Marx-Aveling participa le 18 décembre aux funérailles d'Alfred Linnell un ouvrier décédé des suites des blessures reçues lors du Bloody Sunday et organisées par la LLL. Elle fut enthousiasmée par la foule, mais déçue de sa passivité : elle avait espéré des actions plus fortes, comme la reconquête de Trafalgar Square. Avec Engels, elle se félicitait des progrès socialistes dans le monde ouvrier grâce à la Law and Liberty League. Ouvriers radicaux et classes moyennes radicales et libérales s'étaient en effet éloignées à la suite des événements du Bloody Sunday : les ouvriers ayant été déçus de l'attitude des classes moyennes. De plus, au comité de la LLL, radicaux et socialistes siégeaient ensemble, permettant à ces derniers de plus facilement faire passer leurs idées. Cependant, ces socialistes étaient Morris pour la Socialist League, Besant pour les Fabiens et deux membres de la SDF. Les Marx-Aveling n'étaient pas en position d'agir. La seule chose qu'il réussirent à faire fut de monter un spectacle pour récolter des fonds.
Les mois qui suivirent, peut-être à cause des conséquences du Bloody Sunday amenèrent un répit dans les luttes internes au socialisme londonien. En mars 1888, tous les mouvements, anarchistes, SDF, Socialist League, commémorèrent ensemble la Commune : Morris, Hyndman, Burns, Mrs Wilson, Kautsky, Kropotkin et Eleanor Marx s'exprimèrent. Hyndman loua même le discours d'Eleanor Marx. Cependant, le conflit ne tarda pas à renaître.
Les Marx-Aveling contrôlaient totalement la section de Bloomsbury de la Socialist League. Ils avaient surtout réussi à y attirer des ouvriers qu'ils avaient détachés du radicalisme. Le nombre d'adhérents de la section avait doublé, passant de 50 à 110 en un an. Le poids grandissant de la section déplaisait aux anarchistes qui y voyaient un concurrent dans leur prise de contrôle de la SL. Les anarchistes attaquèrent les premiers lors du congrès annuel du mouvement, en mai 1888, demandant l'exclusion de la section. Les raisons invoquées étaient que l'afflux de membres cachait un entrisme de membres de la SDF qui risquaient de subvertir le mouvement. Il était aussi reproché aux Marx-Aveling d'avoir apporté leur soutien à Mahon, dans une campagne essentiellement « politique ». De leur côté, les Marx-Aveling proposèrent une motion demandant l'autonomie des sections locales. Morris réussit à faire repousser cette motion. Aussi, la section locale de Bloomsbury déclara unilatéralement son autonomie et annonça sa volonté de présenter des candidats aux élections. Finalement, la section fut transformée en août 1888 en une Bloomsbury Socialist Society complètement indépendante de la Socialist League. Son rôle resta cependant limité dans les années qui suivirent, jusqu'au développement du New Unionism.

### Engagements syndicaux
En 1886, Eleanor avec Clementina Black commença à travailler dans la Women's Trade Union League. Elle aida aussi Annie Besant lors de sa grève réussie chez le fabricant d’allumettes Bryant & May en 1888. L’année suivante, elle aida Will Thorne (en) à organiser la National Union of Gas Workers & General Labourers et, en 1889, elle s'impliqua dans la grève des dockers menée par son ami Ben Tillett.
Elle participa activement au congrès de Paris, en 1889, fondant l'Internationale ouvrière puis au congrès de Bruxelles de 1891, à celui de Zurich en 1893 puis de Londres en 1896. Elle participa aussi au congrès fondateur de l'Independent Labour Party à Bradford en 1893.

### Suicide
En janvier 1898, Edward Aveling tomba gravement malade ; Eleanor passa plusieurs semaines à son chevet. Peu après, elle découvrit que, l'année précédente, Aveling s'était marié avec une actrice, Eva Frye. Incapable de supporter la douleur de cette trahison, Eleanor Marx se suicida le 31 mars 1898, à 43 ans.
Elle fut incinérée le 5 avril à Woking. Ses cendres sont conservées à la Karl Marx Memorial Library.

## Publications

### Écrits politiques
- 1884 : Record of the International Popular Movement de janvier à juillet dans Today[78]
- 1896 : The Working Class Movement in England

- Avec Edward Aveling :
  - 1885 : The Factory Hell
  - 1886 : The Women Question
  - 1887 : The Chicago Anarchists: A Statement of Facts
  - 1888 : The Working Class Movements in America
  - 1888 : Shelley's Socialism: Two Lectures
  - 1891 : Report from Great-Britain and Ireland to the Delegates of the Brussels International Congress, 1891

### Traductions
- Eduard Bernstein, Ferdinand Lassalle as a Social Reformer., Swan Sonnenschein & Co, Londres, 1893.
- Gustave Flaubert, Madame Bovary: Provincial Manners., Vizetelly & Co., Londres, 1886
- Henrik Ibsen, An Enemy of the People., Walter Scott Publishing Co., Londres, 1888
- Henrik Ibsen, The Pillars of Society and Other Plays., W. Scott, Londres, 1888.
- Henrik Ibsen, The Lady from the Sea., Fisher T. Unwin, Londres, 1890
- Henrik Ibsen, The Wild Duck: A Drama in FIve Acts., W.H. Baker, Boston 1890
- Prosper-Olivier Lissagaray, History of the Commune of 1871. Reeves / Turner, Londres, 1886
- Karl Marx : Capital: A Critical Analysis of Capitalist Production, Londres, 1887 (avec Samuel Moore et Edward Aveling)
- Gueorgui Plekhanov, Anarchism and Socialism., Twentieth Century Press, Londres, 1895

### Articles
Elle a aussi contribué à de nombreux articles pour Justice, le journal politique édité par Henry Hyde Champion.